# Acronicta bicolor
Acronicta bicolor là một loài bướm đêm thuộc họ Noctuidae. Nó được tìm thấy ở vùng Punjab.